# Adolf van Cortenbach

Familiewapen
van Cortenbach

Adolf van Cortenbach (1540-1594) was heer van Helmond van 1578-1594. Hij was een zoon van Joost van Cortenbach en volgde zijn broer, Jan V van Cortenbach, op als heer van Helmond. Op 5 januari 1582 trouwde hij met Philippine van Ruyschenberg. Zij kregen 7 kinderen.
In 1566 ondertekende hij, samen met zijn broer Jan V van Cortenbach, het Smeekschrift der Edelen. Toen echter de Beeldenstorm uitbrak werd hij weer koningsgezind. Het gevolg hiervan was echter dat Helmond nu regelmatig door de Staatsgezinde troepen werd aangevallen. Daarom moest het gezin regelmatig Helmond verlaten, niet alleen om te vluchten maar soms ook voor verplichtingen elders. Zo werd Adolf in 1581 militair gouverneur van 's-Hertogenbosch, waar later het gezin ook regelmatig verbleef. Hij bleef deze functie houden tot zijn dood.
In 1587 werd de stad dan ook door de troepen van Filips van Hohenlohe-Neuenstein in de as gelegd. Het kasteel wist deze aanvallen echter te weerstaan. Toen Adolf stierf, heeft haar weduwe Philippine het hoofd moeten bieden aan de verdere aanvallen van Staatse zijde.